# Члены Академии Российской

Полный список членов Российской академии по годам их избрания.

## 1783 год
- Алексеев, Пётр Алексеевич (протоиерей)
- Бакунин, Пётр Васильевич (меньшой)
- Барсов, Антон Алексеевич
- Безбородко, Александр Андреевич
- Богданович, Ипполит Фёдорович
- Болтин, Иван Никитич
- Воронцов, Роман Илларионович
- Гавриил (Петров), митрополит Новгородский и Санкт-Петербургский
- Голенищев-Кутузов, Иван Логгинович
- Григорьев, Василий Григорьевич, иерей
- Дамаскин (Руднев), епископ Нижегородский и Алатырский
- Дашкова, Екатерина Романовна
- Державин, Гавриил Романович
- Десницкий, Семён Ефимович
- Елагин, Иван Перфильевич
- Иннокентий (Нечаев), архиепископ Псковский и Рижский
- Исаев, Савва Исаевич (Савелий), придворный священник
- Княжнин, Яков Борисович
- Козодавлев, Осип Петрович
- Котельников, Семён Кириллович
- Красовский, Иоанн Иоаннович, протоиерей
- Леонтьев, Николай Васильевич
- Лепёхин, Иван Иванович
- Львов, Николай Александрович
- Мелиссино, Иван Иванович
- Никитин, Василий Никитич
- Озерецковский, Николай Яковлевич
- Олсуфьев, Адам Васильевич
- Панфилов, Иоанн Иванович
- Петров, Василий Петрович
- Покорский, Георгий Михайлович
- Потёмкин, Григорий Александрович
- Протасов, Алексей Протасьевич
- Румовский, Степан Яковлевич
- Сидоровский, Иоанн Иоаннович, иерей
- Соймонов, Пётр Александрович
- Строганов, Александр Сергеевич
- Суворов, Прохор Игнатьевич
- Турчанинов, Пётр Иванович
- Ушаков, Василий Андрианович
- Фонвизин, Денис Иванович
- Херасков, Михаил Матвеевич
- Храповицкий, Александр Васильевич
- Шувалов, Иван Иванович
- Щепотьев, Семён Николаевич
- Щербатов, Михаил Михайлович
- Янкович де Мириево, Фёдор Иванович

## 1784 год
- Амвросий (Серебренников), архиепископ Екатеринославский и Херсонеса Таврического
- Баженов, Василий Иванович
- Зыбелин, Семён Герасимович
- Иннокентий (Полянский), епископ Воронежский
- Миславский, Симеон Григорьевич (Самуил), митрополит Киевский и Галицкий
- Павел (Пётр Пономарёв), архимандрит Новоспасский
- Соколов, Никита Петрович
- Хемницер, Иван Иванович

## 1785 год
- Веревкин, Михаил Иванович
- Иноходцев, Пётр Борисович
- Капнист, Василий Васильевич
- Стахеев, Александр Стахеевич

## 1786 год
- Аполлос (Байбаков), епископ Орловский и Севский
- Захаров, Иван Семёнович
- Оленин, Алексей Николаевич

## 1787 год
- Нарышкин, Алексей Васильевич

## 1789 год
- Мусин-Пушкин, Алексей Иванович

## 1791 год
- Хвостов, Дмитрий Иванович
- Мальгин, Тимофей Семенович

## 1792 год
- Николев, Николай Петрович
- Данков, Василий Семёнович

## 1793 год
- Клементьевский, Иван Андреевич (Ириней), епископ тверской
- Соколов, Дмитрий Михайлович
- Соколов, Пётр Иванович (писатель)
- Татищев, Дмитрий Павлович — в 1841 году переведён в почётные члены Петербургской Академии наук

## 1794 год
- Анастасий (Романенко-Братановский), архимандрит
- Хвостов, Александр Семенович
- Долинский, Иван Григорьевич
- Мефодий (Смирнов), архимандрит Новоспасского монастыря (Москва)

## 1795 год
- Севергин, Василий Михайлович

## 1796 год
- Нелединский-Мелецкий, Юрий Александрович
- Шишков, Александр Семёнович

## 1797 год
- Дмитриев, Иван Иванович (поэт)

## 1798 год
- Куракин, Александр Борисович

## 1800 год
- Белосельский-Белозерский, Александр Михайлович
- Голенищев-Кутузов, Логгин Иванович
- Гурьев, Семён Емельянович
- Дружинин, Яков Александрович — в 1841 году переведён в почётные члены Петербургской Академии наук
- Захаров, Яков Дмитриевич
- Колосов, Стахий Иванович
- Озерецковский, Павел Яковлевич
- Севастьянов, Александр Фёдорович
- Шиповский, Григорий Иванович

## 1801 год
- Васильев, Алексей Иванович
- Нартов, Андрей Андреевич
- Неплюев, Дмитрий Николаевич
- Свистунов, Николай Петрович
- Трощинский, Дмитрий Прокофьевич

## 1802 год
- Дмитревский, Иван Афанасьевич
- Михаил (Десницкий)
- Никольский, Александр Сергеевич (писатель)
- Рижский, Иван Степанович
- Феоктист (Мочульский)

## 1803 год
- Голенищев-Кутузов, Павел Иванович
- Карабанов, Пётр Матвеевич

## 1804 год
- Львов, Павел Юрьевич
- Муравьёв, Михаил Никитич

## 1806 год
- Бедринский, Иван Иванович
- Голицын, Александр Николаевич
- Евгений (Болховитинов)
- Новосильцев, Николай Николаевич

## 1807 год
- Бедоров, Сергей Бедорович
- Богуш-Сестренцевич, Станислав
- Горчаков, Дмитрий Петрович
- Мартынов, Иван Иванович

## 1808 год
- Бантыш-Каменский, Николай Николаевич
- Гамалея, Платон Яковлевич

## 1809 год
- Аникита (Ширинский-Шихматов)
- Писарев, Александр Александрович — в 1841 году переведён в почётные члены Петербургской Академии наук

## 1810 год
- Шаховской, Александр Александрович — в 1841 году переведён в почётные члены Петербургской Академии наук

## 1811 год
- Гнедич, Николай Иванович
- Крылов, Иван Андреевич — в 1841 году переведён в действительные члены Петербургской Академии наук
- Леванда, Иван Иванович
- Муравьёв-Апостол, Иван Матвеевич — в 1841 году переведён в почётные члены Петербургской Академии наук
- Поспелов, Фёдор Тимофеевич

## 1813 год
- Антонский-Прокопович, Антон Антонович — в 1841 году переведён в почётные члены Петербургской Академии наук

## 1818 год
- Жуковский, Василий Андреевич — в 1841 году переведён в действительные члены Петербургской Академии наук
- Иннокентий (Смирнов)
- Карамзин, Николай Михайлович
- Филарет (Дроздов) — в 1841 году переведён в действительные члены Петербургской Академии наук
- Ястребцов, Иван Иванович[1]

## 1819 год
- Воейков, Александр Фёдорович
- Каченовский, Михаил Трофимович — в 1841 году переведён в действительные члены Петербургской Академии наук
- Серафим (Глаголевский) — в 1841 году переведён в почётные члены Петербургской Академии наук

## 1820 год
- Востоков, Александр Христофорович — в 1841 году переведён в действительные члены Петербургской Академии наук
- Григорий (Постников) — в 1841 году переведён в почётные члены Петербургской Академии наук
- Гульянов, Иван Александрович — в 1841 году переведён в почётные члены Петербургской Академии наук
- Поликарп (Гайтанников)

## 1828 год
- Загорский, Пётр Андреевич — в 1841 году переведён в почётные члены Петербургской Академии наук
- Кочетов, Иоаким Семёнович — в 1841 году переведён в почётные члены Петербургской Академии наук
- Мансветов, Григорий Иванович
- Мысловский, Пётр Николаевич — в 1841 году переведён в почётные члены Петербургской Академии наук
- Лобанов, Михаил Евстафьевич — в 1841 году переведён в почётные члены Петербургской Академии наук
- Поленов, Василий Алексеевич
- Стойкович, Афанасий Иванович
- Чижов, Дмитрий Семёнович — в 1841 году переведён в почётные члены Петербургской Академии наук
- Ширинский-Шихматов, Платон Александрович — в 1841 году переведён в действительные члены Петербургской Академии наук

## 1829 год
- Броневский, Владимир Богданович
- Казадаев, Александр Васильевич — в 1841 году переведён в почётные члены Петербургской Академии наук
- Мордвинов, Николай Семёнович
- Перовский, Алексей Алексеевич

## 1831 год
- Блудов, Дмитрий Николаевич
- Бороздин, Константин Матвеевич — в 1841 году переведён в почётные члены Петербургской Академии наук
- Михайловский-Данилевский, Александр Иванович — в 1841 году переведён в действительные члены Петербургской Академии наук
- Сперанский, Михаил Михайлович
- Уваров, Сергей Семёнович

## 1832 год
- Ермолов, Алексей Петрович

## 1833 год
- Баранов, Дмитрий Осипович
- Загоскин, Михаил Николаевич — в 1841 году переведён в почётные члены Петербургской Академии наук
- Катенин, Павел Александрович — в 1841 году переведён в почётные члены Петербургской Академии наук
- Малов, Алексей Иванович, протоиерей — в 1841 году переведён в почётные члены Петербургской Академии наук
- Панаев, Владимир Иванович — в 1841 году переведён в действительные члены Петербургской Академии наук
- Пушкин, Александр Сергеевич
- Свиньин, Павел Петрович
- Фёдоров, Борис Михайлович — в 1841 году переведён в почётные члены Петербургской Академии наук
- Языков, Дмитрий Иванович — в 1841 году переведён в действительные члены Петербургской Академии наук

## 1835 год
- Вельяминов, Иван Александрович
- Малиновский, Алексей Фёдорович
- Перевощиков, Василий Матвеевич — в 1841 году переведён в почётные члены Петербургской Академии наук
- Руссов, Степан Васильевич — в 1841 году переведён в почётные члены Петербургской Академии наук

## 1836 год
- Арсеньев, Константин Иванович — в 1841 году переведён в действительные члены Петербургской Академии наук
- Иннокентий (Борисов) — в 1841 году переведён в действительные члены Петербургской Академии наук
- Погодин, Михаил Петрович — в 1841 году переведён в действительные члены Петербургской Академии наук

## 1837 год
- Бажанов, Василий Борисович — в 1841 году переведён в почётные члены Петербургской Академии наук
- Бутков, Пётр Григорьевич — в 1841 году переведён в действительные члены Петербургской Академии наук
- Княжевич, Дмитрий Максимович — в 1841 году переведён в почётные члены Петербургской Академии наук
- Муравьёв, Андрей Николаевич — в 1841 году переведён в почётные члены Петербургской Академии наук
- Филарет (Амфитеатров) — — в 1841 году переведён в почётные члены Петербургской Академии наук

## 1838 год
- Дашков, Дмитрий Васильевич
- Красовский, Александр Иванович — в 1841 году переведён в почётные члены Петербургской Академии наук

## 1839 год
- Вяземский, Пётр Андреевич — в 1841 году переведён в действительные члены Петербургской Академии наук
- Григорович, Василий Иванович — в 1841 году переведён в почётные члены Петербургской Академии наук
- Лубяновский, Фёдор Петрович — в 1841 году переведён в почётные члены Петербургской Академии наук
- Нечаев, Степан Яковлевич — в 1841 году переведён в почётные члены Петербургской Академии наук
- Сербинович, Константин Степанович — в 1841 году переведён в почётные члены Петербургской Академии наук
- Соколов, Дмитрий Иванович (минералог) — в 1841 году переведён в почётные члены Петербургской Академии наук
- Соловьёв, Михаил Фёдорович — в 1841 году переведён в почётные члены Петербургской Академии наук
- Шульгин, Иван Петрович — в 1841 году переведён в почётные члены Петербургской Академии наук

## 1840 год
- Норов, Авраам Сергеевич — в 1841 году переведён в почётные члены Петербургской Академии наук